# Архарлы (Жоламанский сельский округ)
Архарлы (каз. Арқарлы) — станция в Кербулакском районе Жетысуской области Казахстана. Входит в состав Жоламанского сельского округа. Код КАТО — 194639300.

## Население
В 1999 году население станции составляло 37 человек (18 мужчин и 19 женщин). По данным переписи 2009 года, в населённом пункте проживало 38 человек (20 мужчин и 18 женщин).

## Топографические карты
- Лист карты L-43-144 Карашокы  79-83  вар. Масштаб: 1 : 100 000. Указать дату выпуска/состояния местности.